# Cyprinus barbatus
Cyprinus barbatus är en fiskart som beskrevs av Chen och Huang, 1977. Cyprinus barbatus ingår i släktet Cyprinus och familjen karpfiskar. IUCN kategoriserar arten globalt som akut hotad. Inga underarter finns listade i Catalogue of Life.